# Port Adelaide Enfield
Port Adelaide Enfield är en region i Australien. Den ligger i delstaten South Australia, omkring 12 kilometer nordväst om delstatshuvudstaden Adelaide. Antalet invånare är 120 427. Arean är 97 kvadratkilometer.
Följande samhällen finns i Port Adelaide Enfield:
- Klemzig
- Enfield
- Blair Athol
- Gilles Plains
- Cheltenham
- Alberton
- Birkenhead
- Semaphore
- Devon Park
- Gepps Cross

Runt Port Adelaide Enfield är det i huvudsak tätbebyggt. Runt Port Adelaide Enfield är det tätbefolkat, med 849 invånare per kvadratkilometer. Genomsnittlig årsnederbörd är 593 millimeter. Den regnigaste månaden är juli, med i genomsnitt 95 mm nederbörd, och den torraste är december, med 13 mm nederbörd.